# Rave (manga)
Pour les articles homonymes, voir Rave.
Rave (レイヴ, Reivu) est un shōnen manga écrit et dessiné par Hiro Mashima. Première série de son auteur, Rave a été prépublié entre 1999 et 2005 dans le magazine hebdomadaire Weekly Shōnen Magazine de l'éditeur Kōdansha au Japon. Il a été compilé en un total de 35 tomes entre le 17 novembre 1999 et le 16 septembre 2005. La version française est éditée par Glénat depuis le 28 août 2002, et le tome 35 est sorti le 3 décembre 2008.
Une adaptation en anime a également vu le jour grâce au Studio Deen, et a été diffusée du 13 octobre 2001 au 28 septembre 2002 sur la chaîne japonaise TBS.
Un chapitre crossover avec Fairy Tail, autre manga du même auteur, nommé Fairy Tail x Rave a été publié en avril 2011 dans un numéro spécial de Kōdansha, et a été adapté en OAD sorti en août 2013 avec le tome 39 de Fairy Tail.
Par ailleurs, Rave et Fairy Tail ont plusieurs similitudes en plus d'avoir le même auteur.[réf. nécessaire]

## Histoire
Le monde est divisé par deux forces : l'une maléfique, Dark Bring, l'autre bénéfique, Rave (dont le vrai nom est Holy Bring, Rave étant le diminutif de Resha Valentine donné par Shiba à l'Holy Bring en souvenir de celle-ci). Toutes deux sont matérialisées par des pierres aux pouvoirs magiques. L'organisation Demon Card se sert de Dark Bring afin de dominer la planète.
Haru Glory est un adolescent de 15 ans qui vit avec sa grande sœur Cattleya sur l'île Garage depuis que leur père, Gale, est parti à la recherche de Rave à la suite de la mort de leur mère, Sakura, tuée par l'armée de Demon Card 10 ans plus tôt. La rencontre d'un étrange animal, Plue, puis d'un vieillard, Shiba, changera sa vie. Shiba est le premier Rave Master, celui qui peut se servir de la puissance magique de Rave. Mais au cours d'un combat auquel assiste Haru, il perdra sa faculté à l'utiliser. C'est ainsi qu'en voulant protéger le vieil homme, Haru va découvrir qu'il possède maintenant ce pouvoir. Shiba a trouvé son successeur.
Mais être Rave Master implique beaucoup de changements dans la vie de Haru, qui va devoir quitter son île natale pour parcourir le monde accompagné de Plue, afin de trouver tous les fragments de Rave, éparpillés après la guerre qui eut lieu 50 ans auparavant.
Sur sa route, il rencontre de nombreux personnages, même si beaucoup deviendront ses amis, seuls Élie et Plue resteront avec lui jusqu'au bout de son voyage.

## Les personnages

### Personnages principaux
Haru Glory (ハル・グローリー)
Le second Rave Master, succédant à Shiba, est un jeune homme volontaire aux cheveux argentés. Il parcourt le monde à la recherche des fragments de Rave, afin d'être en mesure d'affronter et même de vaincre l'organisation Demon Card. Il possède une épée complémentaire à Rave, Ten Commandments, qui peut prendre 10 formes aux pouvoirs différents. Sa mère étant décédée et son père ayant disparu, il laissera derrière lui sa grande sœur Cattleya, à laquelle il est très attaché, avec la promesse de revenir. Le Rave Master se constituera, au cours de son périple, un petit groupe d'amis qui l'aidera dans sa quête, pendant laquelle il tombera amoureux d'Elie. Il finira par se marier avec elle et ensemble, ils auront un fils : Levin.
L'épée légendaire Ten Commandments peut prendre, comme son nom l'indique, 10 formes différentes :
- Forme 1 - Eisenmeteor : rend la TC aussi dure que de l'acier trempé, lui conférant une quasi indestructibilité. Elle est assez lourde et un peu plus grande que la moyenne, c'est pourquoi il vaut mieux y être habitué avant de la manier. Sous cette forme, elle ne dégage plus la moindre aura magique et ne peut donc être affectée par un sort quelconque. C'est la forme par défaut de TC.
- Forme 2 - Explosion : la première forme de TC donnée par le Rave de Shiba. C'est une épée assez étrange : comme son nom l'indique, elle provoque une explosion au moment de l'attaque. Sous cet aspect, elle ne peut rien couper : c'est en fait une arme conçue pour administrer un choc à l'adversaire. Pendant l'attaque, l'ennemi subit des dégâts considérables, pas suffisants pour le tuer, mais elle inflige également des dommages à son porteur au moment de l'explosion.
- Forme 3 - Silfarion : pouvoir du Rave de la connaissance, reçue de DeerHound, le guerrier Rave de la Terre. Moins puissante que la forme Explosion, son utilisateur peut toutefois se déplacer et attaquer à grande vitesse, mais elle n'est pas assez puissante pour tuer en un coup. Elle est donc plus adaptée à des ennemis de petite envergure. Son défaut est qu'elle est très légère : il semblerait même que son utilisateur devienne plus léger quand il la manipule, c'est pourquoi il doit prendre beaucoup de précautions quand il l'utilise. Appelée aussi l'épée supersonique, elle ne va pas à la vitesse du son, mais permet toutefois d'asséner 7 coups en une fraction de seconde.
- Forme 4 - Runesave : cette forme défensive est un annulateur de magie. Elle peut annihiler toutes les formes de sorts. De plus, elle peut sceller les pouvoirs les plus puissants comme l'Aethérion d'Élie. Les entités matérielles comme les êtres vivants ne sont pas affectés par Runesave qui ne fait que les traverser sans les blesser. Elle ne coupe que ce qui ne peut pas être coupé (feu, eau, foudre ...)
- Forme 5 - Blue Crimson : la seule forme de TC en double, la lame de feu dans la main droite et celle de glace dans la main gauche. C'est une forme idéale pour un excellent compromis attaque/défense avec, en plus, l'appui des dégâts élémentaux. C'est aussi l'une des formes les plus puissantes de TC : quand on sait la manier, elle permet de lancer des attaques très techniques et variées.
- Forme 6 - Mel Force : l'épée du vide. Elle sert uniquement à repousser son adversaire : selon l'utilisation que l'on en fait, cette épée peut immobiliser l'ennemi ou renvoyer ses attaques sous la forme d'ondes de choc spectaculaires.
- Forme 7 - Gravity Core : l'épée destructrice. C'est la forme la plus puissante de TC car elle peut couper les objets les plus durs. En contrepartie, son utilisation est très ardue car elle est incroyablement lourde et il faut une force considérable pour la maîtriser. Sa puissance d'attaque dépasse de loin celle de l'Explosion mais son poids ne joue pas en sa faveur.
- Forme 8 - Million Sun : l'épée du soleil. Elle a comme particularité de pouvoir être tenue comme une dague et d'émettre une immense lumière aveuglante lorsque son utilisateur attaque avec. Elle peut détruire l'élément ténèbres et se charger de lumière pour gagner en puissance.
- Forme 9 - Sacrifar : l'épée maléfique de Raretsu, le démon guerrier. Cette forme est la plus dangereuse de toutes. Son pouvoir pousse le potentiel humain à son maximum, en scellant tous les sentiments de l'utilisateur, ce dernier ne pensant alors plus qu'à la bataille et voyant sa force physique et sa dextérité augmenter de façon considérable. Mais elle a un effet secondaire dévastateur : en échange de sa force, l'arme prend petit à petit possession de son maître en recouvrant son corps d'étranges racines qui peuvent infliger de lourds dégâts collatéraux aux membres qu'elles touchent. Ce processus peut devenir irréversible si le guerrier n'est pas ramené à la raison à temps.
- Forme 10 - Rawelt l'épée sacrée : il était dit que Haru ne pourrait utiliser la dixième forme que lorsqu'il pourrait utiliser la puissance de tous les RAVE combinée à l'Aethérion. Mais il n'y parvient pas, car la Ten Commandments qu'il utilise fut construite pour Shiba, le premier Rave Master. C'est pourquoi Haru s'était laissé contrôler par Sacrifar alors que Shiba la contrôlait. Alors, pour pouvoir utiliser la dixième forme, Musica, avec son pouvoir de Silver Claimer, construisit une nouvelle épée avec le même métal que la première Ten Commandments. Il donna naissance à Rawelt qui, en portant Rave, pouvait se transformer en toutes les autres formes. Ainsi, Haru obtint sa propre épée, le vieux Musica reprit TC et la frappa contre Rawelt. TC fut alors détruite, son âme rejoignant Shiba. Il lui expliqua que tant que Haru n'avait pas sa propre épée, TC continuerait de l'aider, mais maintenant que Rawelt existe elle n'a plus raison d'être. Rawelt, l'épée sacrée, est la plus puissante épée ayant jamais existé. Elle a le pouvoir d'annuler les magies les plus puissantes et d'éradiquer le mal.

Ten Commandments peut aussi combiner plusieurs de ses formes pour lancer de puissantes attaques :
- Silfadrive : l'alliance de la vitesse et de l'explosion. Cette combinaison permet d'asséner une rafale de 12 explosions lancées à la vitesse du son.
- Rune force : l'alliance du sceau et du vide. Elle peut créer un espace vide plus ou moins grand et figer tout ce qui est à l'intérieur pour une durée maximum de 10 secondes, même le lanceur s'il le désire.
- Dual explosion : l'alliance de l'explosion et du double dragon. Cette combinaison surpuissante permet de lancer 2 grandes explosions simultanées.

Enfin, la Ten Commandments peut aussi être combinée à l'Aetherion :
- L'épée et la magie ne feront qu'un : c'est une attaque imaginée par Sieg Hart. Élie envoie une boule comprimée par l'Aetherion, Haru l'intercepte avec Eisenmeteor pour la rediriger et augmenter son impact. Cette attaque est d'une puissance incomparable et ne peut apparemment pas être évitée. Elle n'a cependant été utilisée qu'une seule fois dans l'histoire, pour vaincre Shakma Leagrove.

Plue (プルー)
Petit animal s'exprimant à base de POON, il est le porteur de Rave. Il a le pouvoir de casser les Dark Bring et il est donc indispensable au Rave Master. Haru l'avait repêché par hasard et l'avait baptisé Shabu-tarō avant que Shiba ne le retrouve. Son apparence étrange fait que tout le monde s'interroge quant à son espèce (il ressemble à un bonhomme de neige, Élie le prend d'abord pour un insecte), même s'il est censé être un chien selon la légende. Il adore les sucettes et le bon saké, se dégonfle dans l'eau chaude ou quand on essaie de tourner son nez et agit souvent sans réfléchir, pour le bonheur ou le malheur de son entourage (animal fétiche de l'auteur, utilisé dans Fairy Tail).
Élie (エリー)
Jeune fille de 15 ans amnésique, elle est à la recherche de son passé. Son seul indice est un tatouage représentant le nombre 3173 (ou ELIE dans l'autre sens) sur son bras droit. Plus tard, elle découvrira qu'elle possède le pouvoir d'Aethérion (c'est seulement lorsque ce pouvoir se manifeste que son tatouage apparaît, sous l'effet de la chaleur dégagée par son corps) qui est le pouvoir de la création et de la destruction mais qu'elle ne maîtrise plus. Après sa rencontre avec Haru, elle l'accompagnera dans son périple, espérant retrouver la mémoire. Elle adore Plue, mais aussi les jeux d'argent où elle excelle car elle a une chance hors du commun. Elle a parfois du mal à contenir son énervement et le pouvoir de destruction de ses armes, les Guns-Tonfas. Elle héritera plus tard du sceptre de l'espace et du temps qui peut entre autres lui permettre d'invoquer l'Endless, le roi de l'oubli. On apprend par la suite qu'Élie est en fait Resha Valentine (リーシャ・バレンタイン) et que, à la suite de sa « mort », son corps a été congelé pendant 50 ans pour pouvoir ensuite vaincre l'Endless à l'époque de Haru. Elle réapprit à utiliser l'Aethérion, fusionna les fragments de Rave ensemble et utilisa son pouvoir une dernière fois pour vaincre l'Endless. Elle était amoureuse de Haru et, à la fin, avant qu'Haru disparaisse, elle lui a déclaré qu'elle l'aimait, ce à quoi il lui a répondu que lui aussi. Après avoir détruit l'Endless, elle vint à reperdre la mémoire. Musica et les autres (sauf Haru, étant toujours porté disparu) savaient qui elle était. Elle se souvenait donc de tout le monde, sauf de Haru. Plus tard, Haru fut retrouvé vivant et, sans que personne parle de lui, tous ses souvenirs avec Haru lui sont revenus. Plus tard, elle se marie avec Haru et a mis au monde un garçon du nom de Levin.
Hamélio Musica (ハムリオ・ムジカ)
Chef d'une bande de voleurs, il va se rapprocher de plus en plus de Haru, puis finira par l'accompagner pour de bon afin d'en savoir plus sur le Silver Ray dont il est à la recherche. Il peut manipuler un argent spécial, le Silver, qui lui sert en combat, ce qui fait de lui un Silver Claimer. Il possède trois piercings à l'arcade sourcilière gauche ou droite (cela dépend de l'animé et du manga). C'est aussi un vrai tombeur. Il a une ex-petite amie du nom de Mélodia, elle l'aime toujours mais qu'il sera obligé de quitter pour accompagner Haru et Ellie. Reina, une des Oracion Seis et Silver Claimer comme lui croira à tort que Rizé, le maître et père adoptif de Musica, avait volé le Silver Ray(vaisseau de guerre pouvant tout détruire à des kilomètres), vol qui a été la cause de la mort de son père. Musica découvrira que le vaisseau sur lequel il se trouve avec Reina, le River Sally, est en fait le Silver Ray. Ogre, leader des Onigami (grande organisation rivale à Demon Card) révélera qu'il fut l'auteur du vol. Il fut opposé aux deux Silver Claimers qu'il dominera grâce à son pouvoir de Gold Claimer (plus puissant que celui d'un Silver Claimer) et à Last Physics, le Mother Dark Bring en sa possession. Les Silver Claimers réussirent cependant à gagner grâce aux Liens Argentés, la technique ultime de l'art du Silver Claimer, qui ne peut être employée que par deux Silver Claimers qui unissent leurs cœurs et se vouent une confiance totale. Cependant, Ogre a verrouillé les commandes du Silver Ray et l'a lancé pour qu'il détruise les alentours. Pour le stopper, il faut détruire le noyau mais cela provoquera une explosion. Reina pousse donc Musica du vaisseau mais utilise une chaîne en argent de façon à rester connectée à lui pour utiliser les Liens Argentés. lui explique qu'elle est résolue et lui demande de libérer son énergie pour qu'elle use des Liens Argentés. Elle le remerciera car il lui aura permis d'aimer avant de mourir et elle détruit le Noyau, se sacrifiant ainsi. L'argent de la jeune femme fusionne avec celui de Musica pour former le Silver Ray, un nouvel Argent indestructible contenant l'âme de Reina et Les Liens Argentés. Musica usa d'une goutte de ce métal et de ses pouvoirs de Silver Claimer pour forger Rawelt, l'épée de Haru.
Shiba Roses (シバ・ローゼス)
Premier Rave Master, il est aussi originaire de l'île Garage tout comme Haru. Après s'être engagé dans l'armée, il rencontre Resha Valentine, future créatrice de RAVE. Il partira combattre le mal et les Dark Brings à l'aide de RAVE et de la Ten Commandments que le grand-père d'Hamélio Musica lui aura forgé. Malheureusement, lors de la plus importante guerre opposant le bien au mal, il néglige un détail et le pouvoir de Dark Bring s'enfuit, créant une très grande explosion, l'Overdrive, qui aurait dû le tuer sur le coup et détruisit 10 % de la surface de la Terre. Plue sauva le premier Rave Master d'une mort certaine mais les 4 fragments de RAVE s'envolèrent et disparurent. Shiba n'avait plus qu'à tout recommencer. Pendant sa quête des fragments de Rave, il rencontra Haru qui maîtrisait le pouvoir de Rave comme lui, Haru décida de remplacer Shiba dans sa quête.
Let Dahaka
Ancien protecteur du palais royal, Let est un homme-dragon qui ne vit que pour combattre. Sa recherche d'un adversaire à sa hauteur le pousse à rejoindre Demon Card. Ainsi il affrontera Haru et apprendra que derrière le combat se cache surtout un objectif à atteindre et non pas une volonté de survie tel qu'il le pensait. Il décide donc de suivre Haru et ses amis afin de trouver son point faible. Au début, Let a l'apparence d'un homme avec une tête de dragon, mais lors du combat avec Jegan, un homme-dragon comme lui qui a fait croire à Let qu'il avait tué sa petite amie Julia, il prendra l'apparence humaine, qui était sa vraie forme.
Griffon Kato (グリフォン加藤)
Personnage très étrange, Griff a la forme d'une courgette, il sert de chauffeur à Haru et ses amis avec son "cheval" Tantimo et leur sert de guide. De couleur bleu clair, il est capable de se transformer en beaucoup d'objets différents, comme un parapluie, considère Plue comme son maître, en référence à une rencontre passée (voir le chapitre bonus en fin de tome 6) et ne manque pas une occasion de se rincer l'œil auprès d'Élie ou des autres filles du groupe.
Tantimo (タンチモ)
Cet animal, qui ressemble plutôt à un gros lapin qu'à un cheval, est un mystère de la nature. Sa caractéristique principale est le fait que sa tête remue à une allure proche de celle du son. Doté de boîtes de rangement, il saura se montrer pratique pour nos héros (sans oublier son mode automatique). Il a une certaine manie, à certains passages du manga, de mourir puis de ressusciter.
Sieg Hart
Sieg Hart est un Element Master, un magicien pouvant contrôler les huit principaux éléments (le vent, le feu, l'eau, la terre, la foudre, la lumière et les ténèbres plus encore un dernier élément secondaire, le poison). Il est aussi capable de contrôler le temps mais très faiblement. Il s'agit du second meilleur magicien au monde, juste après Shakma Leagrove et avant Haja l'Infini. Voulant dans un premier temps tuer Élie à cause de l'Aethérion pour sauver le monde, il va se rendre compte un peu plus tard qu'il faisait erreur. C'est ainsi qu'il aidera ponctuellement le Rave Master et ses amis et que l'on découvrira qu'il est très gentil. Il sera découvert au cours de l'histoire que le squelette découvert à Symphonia près de la tombe de Resha est le sien, car à la suite du voyage dans le temps de Haru, Plue, Élie et lui, il restera dans le passé afin que ses amis puissent retourner dans leur époque. Il récupéra le collier d'Élie auprès de Resha, avant de s'asseoir sur une souche et de se laisser mourir tout en créant un écran de protection devant la tombe pendant 50 ans. Même s'il est piégé dans le passé, il réussira tout de même à envoyer une lettre aux amis de Haru pour le combat final.
Ruby (ルビー)
Ruby est un petit pingouin de couleur rose qui parle et termine toutes ses phrases par Poyo. Il possède des pouvoirs magiques, bien que peu développés, et il est l'héritier d'une grande fortune. Il fut l'allié de Doryu, le chef de la Ghost Squad, et le possesseur d'un des cinq Sinclairs, mais ils se sont séparés car Doryu était devenu mauvais. Ruby rejoint donc l'équipe de Haru dans le tome 10. Il perdra toute sa fortune en étant forcé de signer un contrat pour la léguer à Doryu, et il restera dans la bande de Haru jusqu'à la fin. Ruby n'est pas malin et fréquemment il révèle sans le vouloir des informations cruciales à l'ennemi. Son potentiel magique se révèlera grâce à sa cloche qui sera en réalité une épée magique Wind Bell, ayant appartenu à Dalmatian, un des quatre guerriers du Ciel azuré. Son sort de prédilection est Magic Reflexion qui lui pemet de renvoyer les attaques magiques.
Gale "King" Leagrove
C'est le chef de l'organisation Demon Card (qui devait à l'origine s'appeler Demon Guard). C'est d'ailleurs lui qui l'a fondé, avec son ancien meilleur ami Gale Glory qui n'est autre que le père de Haru. Il est le chef des Oration Seis, les plus puissants combattants de Demon Card, et ne rêve que de se venger du père de Haru qu'il tient pour responsable de la mort de sa femme Émilia et de son fils Lucio (qui, en réalité, n'est pas mort). Chaque année, il crée de nombreux Dark Brings dans la gigantesque tour de Jin, lors d'une cérémonie appelée Enclaim. Il maîtrise 6 Dark Bring, alors que les autres membres de Demon Card n'en maîtrisent qu'un chacun (y compris les Oration Seis). À 30 ans, il entreprit un voyage pour reformer Demon Card qui avait été anéantie par l'Empire. Sur les chaînes du mont Hardcore, il découvrit une base de Demon Card dont il ignorait l'existence. À l'intérieur, il rencontra Igor Kirkila, le savant de Demon Card qui avait mis au point un nouveau Dark Bring : le Dark Bring aux 56 formes. Il intégra ce Dark Bring dans le corps d'un nouveau-né. Pris d'affection pour ce dernier, King le nomma Deep Snow, comme le manteau de neige du mont Hardcore.
Ses Dark Brings sont :
- Gate : permet d'invoquer les 5 dieux protecteurs du palais royal, qui sont de puissants combattants.
- Black Zenith : permet de créer une sphère d'énergie négative de presque 2 mètres de diamètre qui désintègre tout sur son passage.
- Monster Prison : Dark Bring interdit qui enferme son utilisateur dans une prison de ténèbres, pour transformer son corps en monstre sans âme qui n'a aucun autre objectif que de détruire ce qui l'entoure, il est théoriquement impossible d'en ressortir, mais King y arrive quand même (son corps reste cependant monstrueux)
- Décalogus : un Dark Bring très puissant qui donne à King le pouvoir d'utiliser une épée qui possède 10 formes différentes, ces formes sont identiques aux transformations de l'épée de Haru, Ten Commandments (d'ailleurs les noms de Decalogus et Ten Commandments renvoient tous les deux aux Dix Commandements).
- Warp Road : un Dark Bring permettant à King de téléporter ce qu'il veut où il veut.
- End of Earth : le Dark Bring ultime. Il permet de créer un Overdrive, une explosion géante qui détruit tout sur des dizaines de kilomètres. King en avait mis la graine dans le front de Gale Glory, mais il ne fut opérationnel qu'après l'Enclaim qui eut lieu 10 ans après.

Lucio Leagrove (Rushia Rare Globe dans le manga)
C'est le fils de King. On le croyait mort mais en fait il fut capturé par l'Empire et enfermé dans le 66e sous-sol. Surnommé le Démon Blond, il possède Sinclair, le Mother Dark Bring qui fut à l'origine de l'Overdrive il y a 50 ans. Après sa fuite, il rencontra Haru, embrassa Élie devant lui puis partit pour reformer Demon Card et conquérir le Monde pour retrouver les quatre autres Mother Dark Bring. Après les avoir retrouvés, les Dark Bring fusionnèrent avec l'Endless pour former Endless, le destructeur de dimension, le Dark Bring ultime. Il reprit l'épée de son père, Decalogus, mais elle fut détruite par Haru lors d'une de leurs confrontations. Il la répara en y ajoutant 10 Dark Bring amplificateurs pour donner une plus grande puissance à chacune des formes et la nomma Neo Decalogus. Cet ajout a formé une nouvelle épée, Dark Émilia, du nom de sa mère défunte. Cette épée est en tout point semblable à Rawelt l'épée sacrée, mis à part la couleur noire et l'énergie maléfique qui s'en dégage. Lucio commençait à fusionner avec l'Endless quand Haru le défia à la Mémoire des étoiles. Pendant ce combat, Lucio confia à Haru que son but était de détruire la dimension parallèle car c'est son ancêtre, Arshela, qui l'a créé. Il conclut qu'à cause de celle-ci, le sang de la famille Leagrove était maudit. À la suite de ce combat, il fut vaincu et son corps partit en poussière tout comme celui de son père quelque temps plus tôt alors que Haru resta prisonnier dans la Mémoire des étoiles.
Belnika
Jeune fille calme et réservée âgée de 19 ans, elle fut sujette à des expériences ayant pour but de lui faire acquérir l'Aetherion. Hardner, chef des Blue Guardians (organisation alliée à Demon Card) voulut l'utiliser pour son plan qui consistait à fusionner avec l'Endless et pour cela, il avait besoin de quelqu'un détenant l'Aetherion. C'est là que devait intervenir Belnika, qui croyait qu'Hardner voulait faire régner la paix, mais il s'est avéré qu'elle ne possédait pas l'Aetherion. La jeune fille se rendit compte qu'elle avait été manipulée et rejoint le groupe de Haru. Il semblerait qu'elle éprouvait des sentiments pour le jeune Rave Master. Les expériences pratiquées sur Belnika durant la majorité de sa vie et son entraînement quotidien ne lui ont pas conféré l'Aetherion mais elle a acquis un grand pouvoir magique qu'elle a libéré inconsciemment plusieurs fois. Lors de l'assaut final, elle fut confrontée avec Julia et Nibel à Jello, la reine du désespoir et l'un des quatre rois du mal, qui identifia son pouvoir comme L'Esquive Infaillible qui permet de contrer n'importe quel sort. La reine du mal s'étonne même qu'une humaine possède une telle magie et la complimente sur sa défense qu'elle qualifie de parfaite mais affirme que ses attaques sont minables. Belnika est aussi une spécialiste des sorts de guérison, art qu'elle semble bien maîtriser puisqu'elle guérit le bras de Haru qu'il n'arrivait plus à utiliser pleinement TC à cause de Sacrifiar.

### Les Oracion Seis
Ce sont les six meilleurs guerriers de Demon Card.
Shuda (シュダ)
C'est un ancien ami du père de Haru. On le croyait mort lors de sa confrontation avec Haru mais il a survécu et il a rejoint sa bande.
C'est dans le désert qu'il a rencontré Gale Glory. À l'époque, il était un chasseur de primes engagé pour le tuer mais Gale le battait à chaque fois. Après son combat avec Haru, il a quitté Demon Card et il est retourné voir Gale qui lui demanda de veiller sur sa famille et de prendre son épée Tenku Sakura, une épée divine. Il a une relation avec Cattleya, la sœur de Haru. Shuda rejoindra la bande de Haru à partir du premier combat contre Lucio et il deviendra ami avec Haru.
Ses Dark Bring sont :
- Full Metal qui permet de changer son corps en métal, il l'a donné à Fébel.
- Waletsare Flame qui permet de créer des flammes qui dansent autour de son adversaire jusqu'à sa mort.
- Baltesse Flare qui permet de créer des explosions dans l'espace.

Reina
C'est la seule femme qui fait partie des Oration Seis. Elle a de longs cheveux verts et c'est un Silver Claimer comme Musica. Son Dark Bring, White Kiss, lui permet de changer la matière en une autre matière. Elle s'en servait pour créer de l'argent. Elle a rejoint Demon Card afin de se venger de celui qui a volé le Silver Ray, car c'est son père qui l'a créé. Au début, elle croyait que c'était Rizé, le maître d'Hamélio Musica, qui l'avait volé. Mais il s'agissait en réalité d'Ogre, le chef des Onigami. Elle a choisi de se sacrifier pour détruire le Silver Ray, jugé trop dangereux. À sa mort, son Silver et celui de Musica fusionneront pour donner le Silver Ray, dans lequel est restée l'âme de Reina. Grâce à cela, elle peut communiquer avec Musica.
Haja l'infini
C'est un homme qui appartenait au peuple du temps comme Sieg Hart. Il a rejoint Demon Card pour massacrer tout le monde à la Mémoire des étoiles mais cela n'a pas eu lieu à cause de l'Endless, le roi de l'oubli, qui a ressuscité. Il a alors choisi de revenir parmi les siens mais il a trahi son peuple car il désirait la magie suprême de Chronos scellée en dessous de Mildian, la ville du temps, et pour cela il voulait le sacrifice de Sieg Hart. Celui-ci décida de le combattre et l'a vaincu. C'est alors que nous avons appris que le deuxième visage d'Haja était le savant de Demon Card, Igor Kirkila, qui avait rendu la magie d'Haja infinie en lui greffant un Dark Bring aux 61 formes dans son corps. Il utilise la magie apprise par son maître Shakma Leagrove qu'il a convaincu de rejoindre Demon Card.
Julius
C'est un jeune homme extrêmement narcissique qui ne pense qu'à sa beauté. Lorsqu'on touche à son visage, il est capable de tout massacrer. Tous les ans, il participe au concours dans le village de la danse mais il perd face à Élie, ce qui le conduit à rejoindre la bande de Haru. Il aidera Shuda et la bande de Haru lors du combat contre les Blue Guardians, alors qu'il est allé lui-même leur demander de l'aide pour Demon Card. Son Dark Bring, Amas d'étoiles, permet de geler les gens. Il utilise aussi son épée.
Bérial
C'est un comte des Enfers, il a soif de combat et il a plus de 200 ans. Son Dark Bring, The Earth, permet de contrôler la terre. Grâce à son rang aux enfers, il parvient à faire rejoindre Demon Card à Megido et aux autres rois du mal. Il a été tué par Haru en un seul coup car il a déshonoré la tombe des guerriers du ciel azuré.
Deep Snow
C'est le fils adoptif de King. Comme Haja, il a servi d'expérience à Igor Kirkila, le savant fou de Demon Card, qui lui a greffé un Dark Bring dans son corps permettant de contrôler son potentiel humain. Mais il fut vaincu par Shuda peu avant le premier combat entre Lucio et Haru. Il possède aussi Zero Stream qui permet de contrôler tout ce qui est fluide.
Jegan
C'est un homme-dragon comme Let. Il a envoûté Julia, la petite amie de Let, qui a échoué dans sa cérémonie pour devenir adulte : elle est devenue un dragon noir qui n'a pas de conscience. Let l'a battu et Jegan s'apprêtait à mener une vie paisible mais Shakma Leagrove, le mage suprême, l'a tué. Il utilise une grande épée, ses pouvoirs d'illusion et son Dark Bring, Yggdrasil, qui permet de faire pousser un arbre dans le corps de son adversaire.

## Manga

### Fiche technique
- Édition japonaise : Kōdansha
  - Prépublication : Weekly Shōnen Magazine, 1999-2005
  - Nombre de volumes sortis : 35 (série terminée)
  - Date de première publication : novembre 1999 (dernier tome sorti en septembre 2005)
  - Réédition : 2006-2007, 18 tomes (édition double)[3]
- Édition française : Glénat
  - Nombre de volumes sortis : 35 (série terminée)
  - Date de première publication : août 2002
  - Format : 115 mm x 180 mm
  - Réédition : depuis le 3 avril 2024, 18 tomes prévus (grand format, édition double)[4]
- Autres éditions :
  -   Tokyopop
  -  Elex Media Komputindo
  -  Egmont
  -  Comics House
  -  Vibulkij
  -   Egmont
  -  Star Comics

### Découpage des chapitres
Voici l’organisation chronologique par arcs :
1. Intro (chapitres 1 à 8)
2. Lance (chapitres 9 à 18)
3. La danse du tonnerre (chapitres 19 à 25)
4. Shuda (chapitres 26 à 37)
5. Le mystère d'Élie (chapitres 38 à 49)
6. Tour de Jin (chapitres 50 à 74)
7. Symphonia (chapitres 75 à 95)
8. Le péril de la sirène (chapitres 96 à 140)
9. Star Vestige (chapitres 141 à 170)
10. Les gens du temps (chapitres 171 à 177)
11. Les Blue Guardians (chapitres 178 à 234)
12. La vérité sur Élie (chapitres 235 à 264)
13. Combat final (chapitres 265 à 296)

## Anime
L'anime compte 51 épisodes de 24 minutes chacun.
Il adapte l'histoire du manga jusqu'au deux tiers du tome 12 sur les 35 tomes existant et contient quelques différences par rapport au manga.
Dix-sept DVD compilant les 51 épisodes sont sortis au Japon entre février 2002 et juin 2003,.
En France, Kazé a édité les DVD, et la série est disponible sur la plate-forme de diffusion ADN depuis avril 2024. 

### Fiche technique
- Réalisation : Takashi Watanabe
- Créateur original : Hiro Mashima
- Character design : Akira Matsushima
- Musique : Kenji Kawai
- Studio d'animation : Studio Deen[8]
- Licencié par :
  -  Japon : TBS
  -  France : Kazé[9]
- Nombre d'épisodes :
  -  Japon : 51
  -  France : 51
- Durée : 24 minutes
- Chaînes de diffusion :
  -  NT1, Mangas
  -  ABS-CBN, Studio 23, AXN
  -   Cartoon Network
- Version française réalisée par :
  - Société de doublage : Mirroring
  - Direction artistique : Julie Basecqz[10]
  - Adaptation des dialogues : Laurence Duseyau

### Doublage
| Personnages          | Personnages          | Voix japonaises    | Voix françaises     |
| -------------------- | -------------------- | ------------------ | ------------------- |
| Haru Glory           | Haru Glory           | Tomokazu Seki      | Sébastien Hébrant   |
| Hamélio Musica       | Hamélio Musica       | Shotaro Morikubo   | Christophe Hespel   |
| Shiba                | Shiba                | Eri Kitamura       | Mathieu Moreau      |
| Sieg Hart            | Sieg Hart            | Masami Kikuchi     | Mathieu Moreau      |
| Gale Glory           | Gale Glory           | Toshiyuki Morikawa | Mathieu Moreau      |
| Griffon Katô         | Griffon Katô         | Katsuya Shiga      | Jean-Marc Delhausse |
| Gō                   | Gō                   | Hiroshi Matsumoto  | Jean-Marc Delhausse |
| Élie                 | Élie                 | Ayako Kawasumi     | Fanny Roy           |
| Shuda                | Shuda                | Toshihiko Seki     | David Manet         |
| Galein Musica        | Galein Musica        | Eiji Sekiguchi     | Thierry Janssen     |
| Gale "King" Leagrove | Gale "King" Leagrove | Tesshō Genda       | Tony Beck           |
| Let                  | Let                  | Takehiro Murozono  | Didier Colfs        |

## Jeux vidéo
Rave a fait l'objet de plusieurs adaptations en jeu vidéo.
Game Boy Advance
- Groove Adventure Rave - Hikari to yami no daikesen
- Rave Master - Special Attack Force (Groove Adventure Rave - Hikari to yami no daikesen 2)[11]

GameCube
- Groove Adventure Rave : Fighting live[12]

PlayStation
- Groove Adventure Rave : Mikan no hiseki
- Groove Adventure Rave : Plue no daibouken
- Groove Adventure Rave : Yukyu no kizuna